# Jean-François Gilmont
Jean-François Gilmont, né à Tervueren le 30 mars 1934 et mort le 6 juin 2020, est un historien  belge spécialisé dans l'histoire du livre et de la lecture.

## Biographie
Ancien élève du collège Saint-Michel, il entre en 1950 dans la Compagnie de Jésus, ordre qu'il quitte en 1964. Il a été conservateur à la Bibliothèque de Théologie de Genève, dont il a coordonné le partage et le déménagement, puis à la Bibliothèque générale et des Sciences humaines de l’Université catholique de Louvain où il a également enseigné. Historien de la Réforme, du livre et de la lecture, il a publié des études sur l’éditeur Jean Crespin et sur les écrits de Jean Calvin et dirigé des recueils sur l’importance du livre dans la diffusion de la Réforme. Il a aussi fait œuvre de pionnier dans le domaine de la bibliographie matérielle.